# Arsens Miskarovs
Arsens Miskarovs, född 3 mars 1961 i Jelgava, är en före detta sovjetisk simmare.
Miskarovs blev olympisk silvermedaljör på 100 meter bröstsim vid sommarspelen 1980 i Moskva.